# Supercoppa italiana 2015 (hockey su pista)
La Supercoppa italiana 2015 è stata l'11ª edizione dell'omonima competizione italiana di hockey su pista. Il torneo ha avuto luogo presso il PalaForte di Forte dei Marmi il 26 settembre 2015.
Il trofeo è stato conquistato dal Breganze per la prima volta nella sua storia.

## Squadre partecipanti
| Club            | Qualificazione               | Partecipazioni precedenti (il grassetto indica la vittoria) |
| --------------- | ---------------------------- | ----------------------------------------------------------- |
| Forte dei Marmi | Vincitore della Serie A1     | 2014                                                        |
| Breganze        | Vincitore della Coppa Italia | Esordiente                                                  |

## Risultati
| Arbitri: | Da Prato (Viareggio) Ferraro (Bassano del Grappa) |

|                                                      |           |                                                 |
| D. Motaran 19'00" E. Torner 21'00" P. Cancela 28'28" | Marcatori | 3'49" 49'52" Á. Giménez 36'21" 46'02" G. De Oro |

| Forte dei Marmi     |   |                     |
|                     |   |                     |
| P                   | ? | Dario Caglioti      |
| E                   | ? | Pablo Cancela       |
| E                   | ? | Lorenzo Giovannetti |
| E                   | ? | Luca Giovannetti    |
| E                   | ? | Simone Mattugini    |
| E                   | ? | Davide Motaran      |
| E                   | ? | Alberto Orlandi     |
| E                   | ? | Marco Pagnini       |
| P                   | ? | Federico Stagi      |
| E                   | ? | Enric Torner        |
| Allenatore:         |   |                     |
| Pierluigi Bresciani |   |                     |

| Breganze        |   |                   |
|                 |   |                   |
| E               | ? | Mattia Cocco      |
| E               | ? | Filippo Compagno  |
| E               | ? | Silvio Costenaro  |
| E               | ? | Stefano Dal Santo |
| E               | ? | Gastón De Oro     |
| E               | ? | Omar Gasparotto   |
| E               | ? | Álvaro Giménez    |
| P               | ? | Riccardo Gnata    |
| E               | ? | Gerard Teixido    |
| P               | ? | Alberto Zanin     |
| Allenatore:     |   |                   |
| Mirko De Gerone |   |                   |